# 民兵时间
民兵时间（波蘭語：Godzina milicyjna）是在波兰戒严期间于1981年12月13日推出的一项法令，限制人们22:00到6:00之间在公共场所的活动。后来为了员工能够在6:00上班，时间缩短了两个小时，即从23:00到5:00。

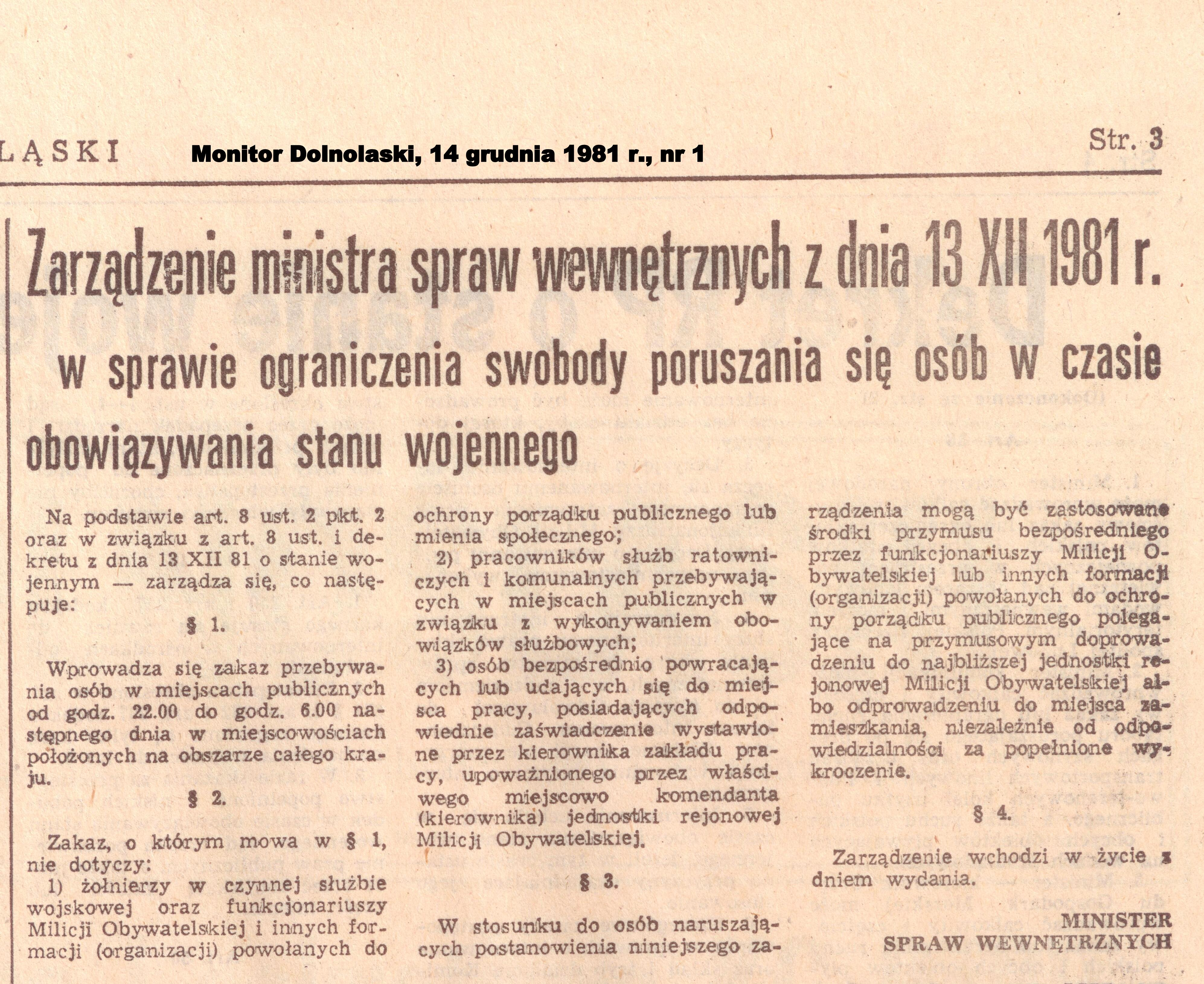
1981年12月14日关于戒严的新闻
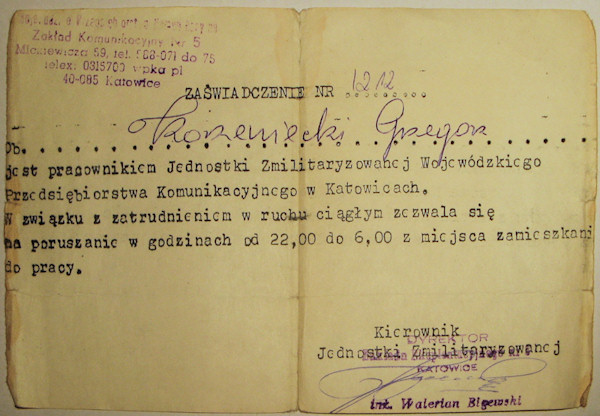
一份可以在宵禁期间工作的证明